# ガイウス・スルピキウス・ロングス
ガイウス・スルピキウス・ロングス（Gaius Sulpicius Longus）は、紀元前4世紀の共和政ローマの政治家・軍人。執政官（コンスル）を三度務めた。

## 経歴
紀元前337年、プブリウス・アエリウス・パエトゥスと共に執政官に就任。このとき、カンパニア北部のシディキニ族（en）とアウルンキ族（en）の間に戦争が始まり（シディキニ・アウルンキ戦争、en）、アウルンキはローマと同盟した。元老院はアウルンキ側に立って介入することを決定したが、二人の執政官の動きが活発でなかったため、アウルンキは首都アウルンカ（en）を放棄してスエッサ（現在のセッサ・アウルンカ）に逃げ込んだ。両執政官の不仲にいらだった元老院はガイウス・クラウディウス・レギッレンシスを独裁官に任命した。マギステル・エクィトゥム（副官）にはガイウス・クラウディウス・ホルタトルが選ばれた。
紀元前323年、ガイウス・スルピキウスは二度目の執政官に就任。同僚執政官はクィントゥス・アウリウス・ケッレタヌスであった。ガイウス・スルピキウスはサムニウムに対する軍事行動を担当した。一旦山岳部に退避したサムニウム人は、ローマとの条約を無視してこの頃都市部に戻ってきていた。他方クィントゥス・アエミリウスはアプリア（現在にプッリャ州北部・中部）に侵攻に侵攻した。両者共に敵領土の略奪を行ったが、野戦に持ち込むことはできなかった。
紀元前314年、三度目の執政官に就任。同僚執政官はマルクス・ポエテリウス・リボであった。両執政官は、前年の独裁官クィントゥス・ファビウス・マクシムス・ルリアヌスから軍の指揮を引き継ぎ、反逆者が占拠したソラを攻略した。その後二人は軍をアウソン族（en、アウルンキ族の一部族）に向け、12人のアウソン貴族がローマに加担したこともあり、アウソナ（現在のアウゾーニア）、ミントゥルノおよびウェスキア（en）を占領した。
ところで、ローマがアウソン族を支配すると、ソラと同様に反逆者が現れた。アウソナ、ミントゥルノおよびウェスキアの若い12人の貴族達は、それぞれの都市をローマに委ねることとし、両執政官に献上した。
（ティトゥス・リウィウス『ローマ建国史』、IX, 25）
その後、ルケリア（現在のルチェーラ）の住民がローマ駐屯兵をサムニウムに引き渡したことを知り、ローマ軍はアプリアに侵攻、最初の攻撃でルケリアを陥落させた。元老院ではルケリアの処置に関して長い議論がなされたが、結局2,500人のローマ人を植民させることとなった。一方で、カプアで反乱が準備されているとの噂が流れ、それに対処するためにガイウス・マエニウスが独裁官に任命された。
続いて二人の執政官が率いたローマ軍は、カンパニアでサムニウム軍と野戦を行い、たくみな戦いで勝利を収めた。
そこでローマ軍の全戦列が出現したため、サムニウム軍は戦闘を継続できず、今はベネウェントゥム（現：ベネヴェント）と呼ばれているマルウェントゥムに逃げたものを除き、全てが殺されるか捕虜となった。
（ティトゥス・リウィウス『ローマ建国史』、IX, 27.）
この勝利のために、ガイウス・スルピキウスは凱旋式を実施する栄誉を得ている。
紀元前312年、執政官プブリウス・デキウス・ムスが病気となったために独裁官に就任。ガイウス・スルピキウスはローマに対して再軍備を開始したと思われたエトルリアに備えたが、その年には戦闘は発生しなかった。

## 参考資料
1. ↑  ティトゥス・リウィウス『ローマ建国史』、VIII, 15.
2. ↑  ティトゥス・リウィウス『ローマ建国史』、VIII, 37. しかし、リウィウスは二度目ではなく三度目の執政官と述べている
3. ↑  ティトゥス・リウィウス『ローマ建国史』、VIII, 37.
4. 1 2  ティトゥス・リウィウス『ローマ建国史』、IX, 24.
5. 1 2  ティトゥス・リウィウス『ローマ建国史』、IX, 25.
6. ↑  ティトゥス・リウィウス『ローマ建国史』、IX, 26.
7. ↑  ティトゥス・リウィウス『ローマ建国史』、IX, 27.
8. ↑  凱旋式のファスティ
9. ↑  執政官のファスティではガイウス・スルピキウスが独裁官、マギステル・エクィトゥムがガイウス・ユニウス・ブブルクス・ブルトゥスとしているが、リウィウス（IX, 29）はブルトゥスを独裁官とし、マギステル・エクィトゥムの名前はあげていない： Hartfield, Marianne (1981). Ph.D. dissertation. Berkeley: University of California, Berkeley. pp. 452-54.
10. ↑  ティトゥス・リウィウス『ローマ建国史』、IIX, 29.